# Plage d'Abricó (Rio de Janeiro)
 (avril 2025).
Si vous disposez d'ouvrages ou d'articles de référence ou si vous connaissez des sites web de qualité traitant du thème abordé ici, merci de compléter l'article en donnant les références utiles à sa vérifiabilité et en les liant à la section « Notes et références ».
La plage d'Abricó est une plage de Rio de Janeiro située à Grumari, à proximité de Barra da Tijuca et Recreio dos Bandeirantes, dans la zone ouest de la ville.
Située dans le Parc municipal de Grumari, après Prainha et près de la plage de Grumari, c'est actuellement la seule plage désignée pour la pratique du naturisme dans toute la ville. Elle est officiellement affiliée à la Fédération Brésilienne de Naturisme.

## Histoire
Depuis les années 1940, les Cariocas utilisent les sables d'Abricó pour expérimenter le naturisme. Dans les années 1950, Luz del Fuego et son groupe visitèrent également la plage d'Abricó.
En 1972, l'Avenida Estado da Guanabara a été ouverte, ce qui a rendu l'accès à cette plage encore plus facile.
En 1992, Alfredo Sirkis, alors secrétaire municipal à l'Environnement du Parti Vert, a suggéré au maire Cesar Maia d'approuver un projet de loi autorisant la pratique du naturisme à Abricó, loi approuvée en 1994.

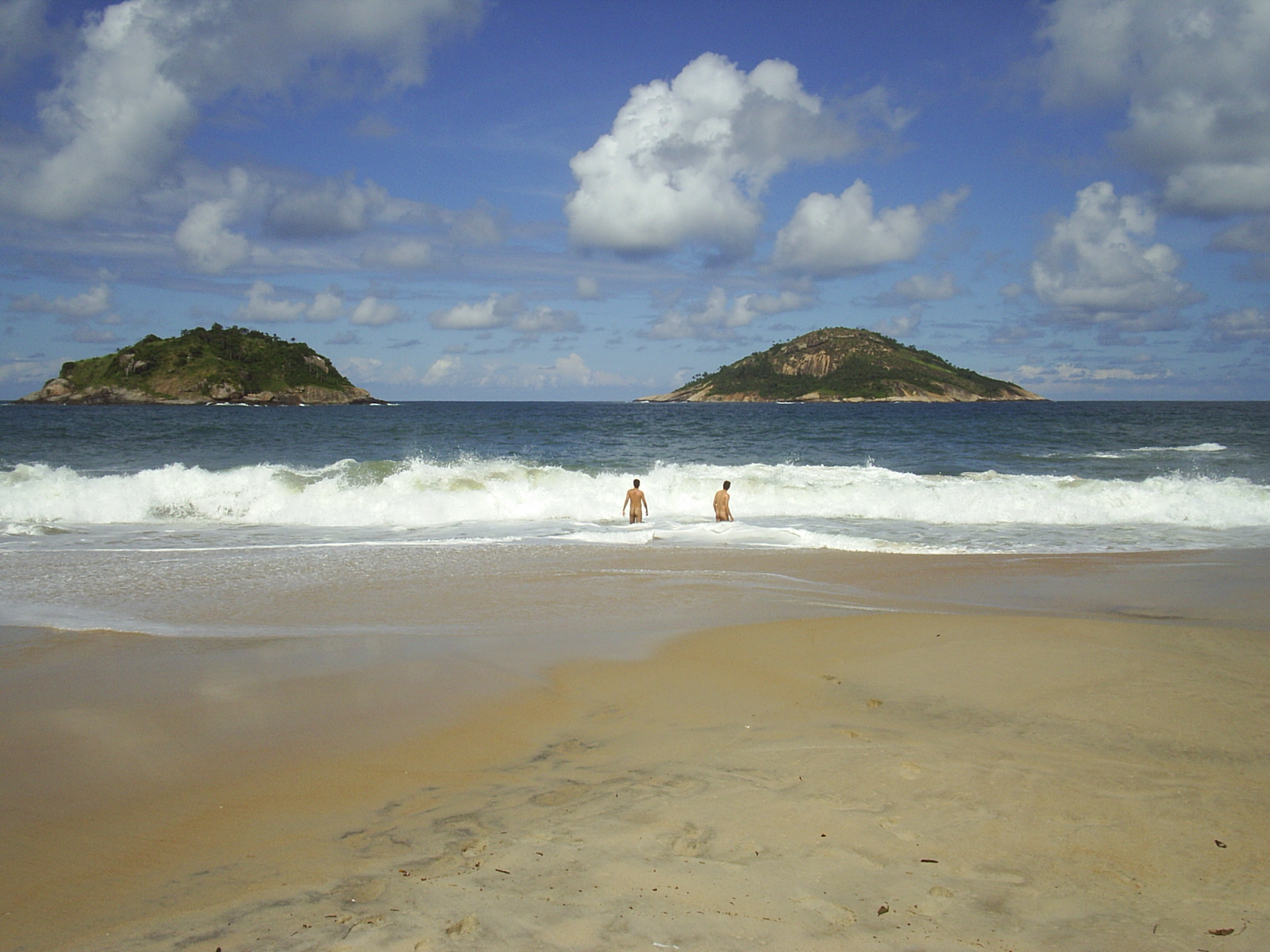
Plage d'Abrico.

## Source de traduction
- (pt) Cet article est partiellement ou en totalité issu de l’article de Wikipédia en portugais intitulé « Praia do Abricó (Rio de Janeiro) » (voir la liste des auteurs).